# Stasina manicata
Stasina manicata là một loài nhện trong họ Sparassidae.
Loài này thuộc chi Stasina. Stasina manicata được Eugène Simon miêu tả năm 1897.